# シャルル・シャプラン
シャルル・シャプラン（Charles Joshua Chaplin、1825年6月8日 - 1891年1月30日）はイギリス人を父親に持つフランスの画家、版画家である。油絵以外にもパステル画、水彩画、版画を描き、若い女性の肖像画で知られる。

## 略歴
ノルマンディー地域圏ノール県のレ＝ザンドリに生まれた。父親のJohn Chaplinはイギリス人の美術商で母親はフランス人であった。生涯をフランスで過ごし、1886年にフランス国籍を得た。1840年からパリ国立高等美術学校で学んだ。高等美術学校の教授、ミシェル・マルタン・ドロランからポール・ボードリー、ジュール・ブルトン、ジャン＝ジャック・エンネルらと個人教授も受け、後にシャプランも高等美術学校で教えた。1845年にサロン・ド・パリに出展した。1851年までは風景画も描くが後に肖像画に専念した。
フランス第二帝政の時代に、皇帝ナポレオン3世の皇后、ウジェニー・ド・モンティジョから注文を受け、いくつかの絵画やエリゼ宮殿やガルニエ宮、テュイルリー宮殿の装飾を行った
。
1866年からパリで女性画家のための初めての美術教室を開き、教えた女性画家にはメアリー・カサット、カイエ（Fanny Caillé）、ルイズ・アベマ、ルイーズ・ジョプリング、エレーナ・ポレーノヴァらがいた。

## 作品

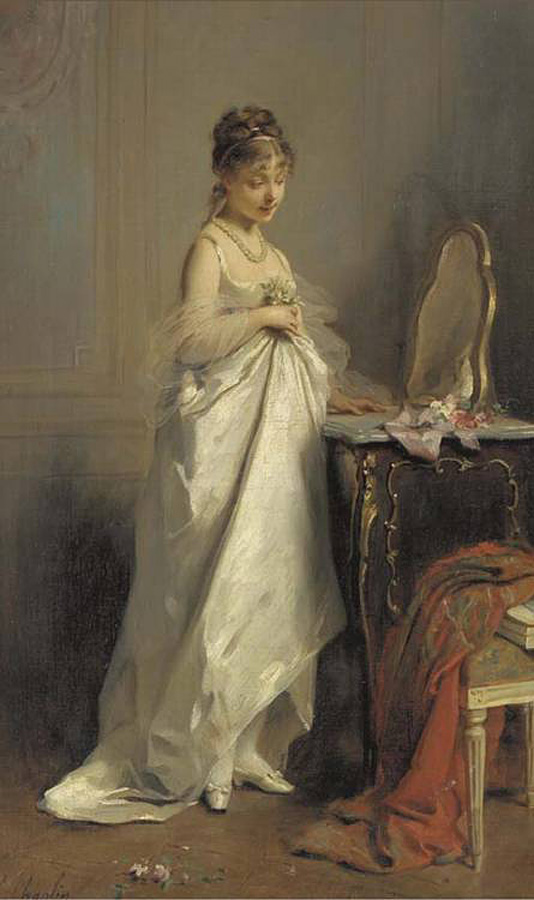
鏡に映る姿(Reflection)
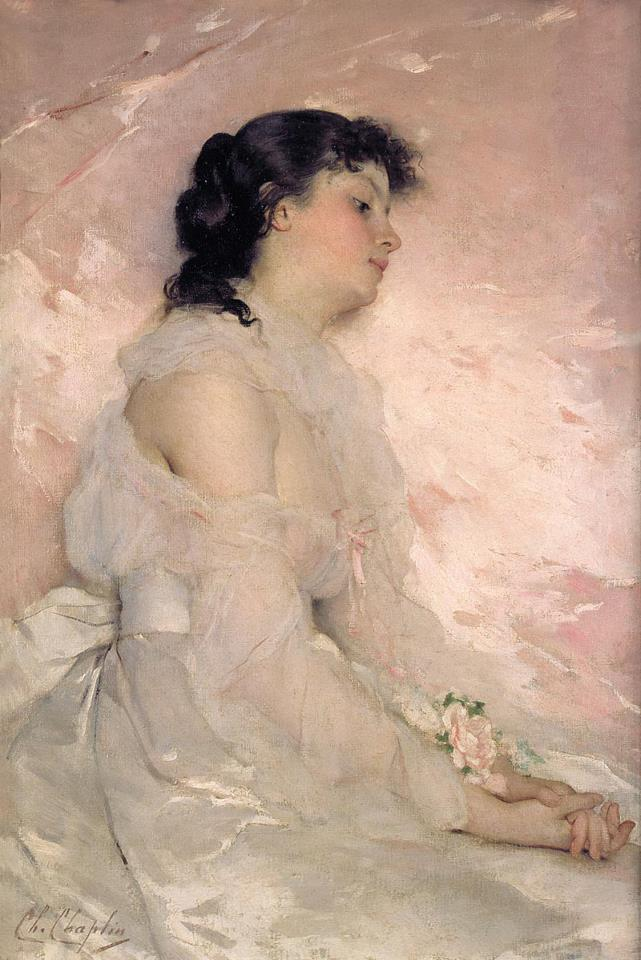
夢想（Rêverie） アルゼンチン国立美術館
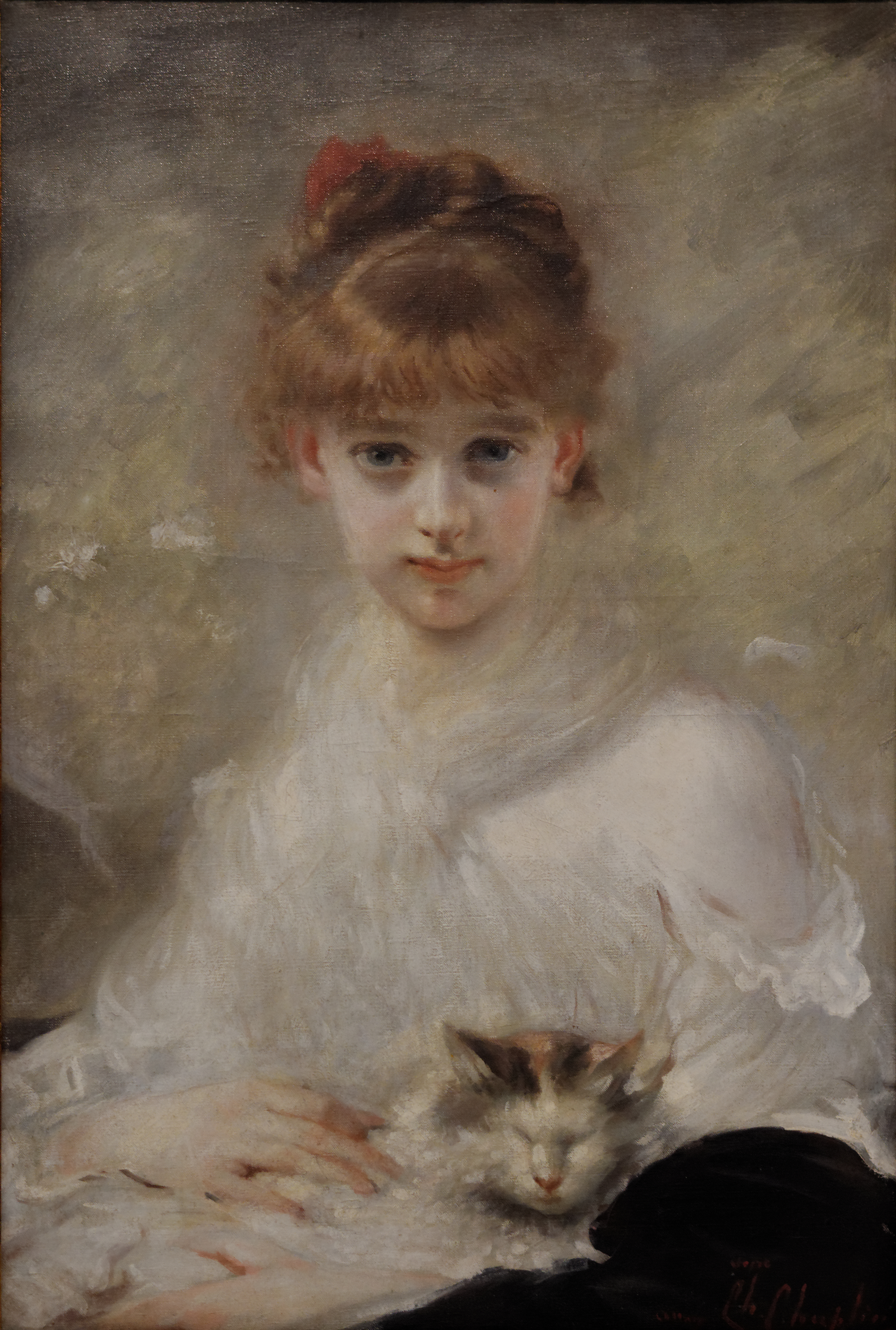
少女と猫 ルーマニア国立美術館
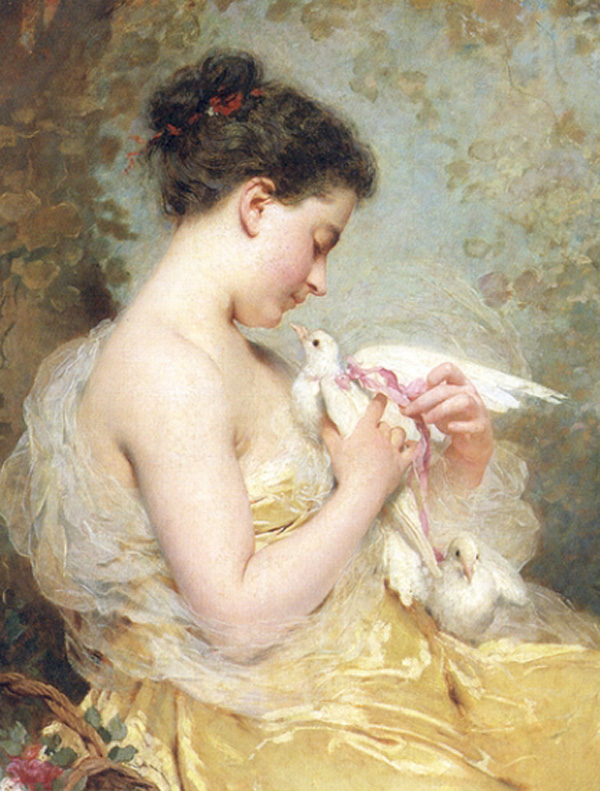
鳩と少女
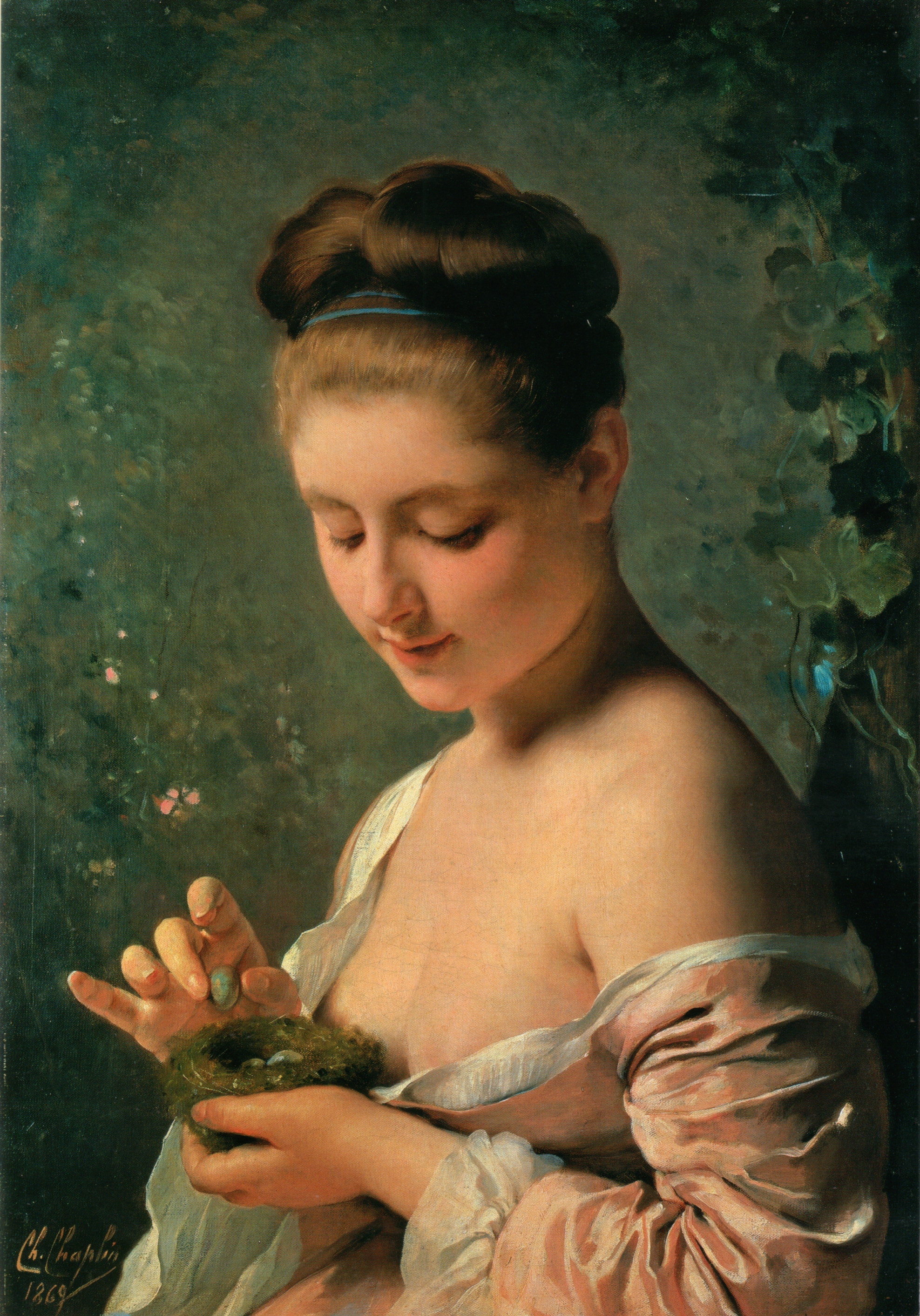
鳥の巣を持つ少女 (1869) リヨン美術館
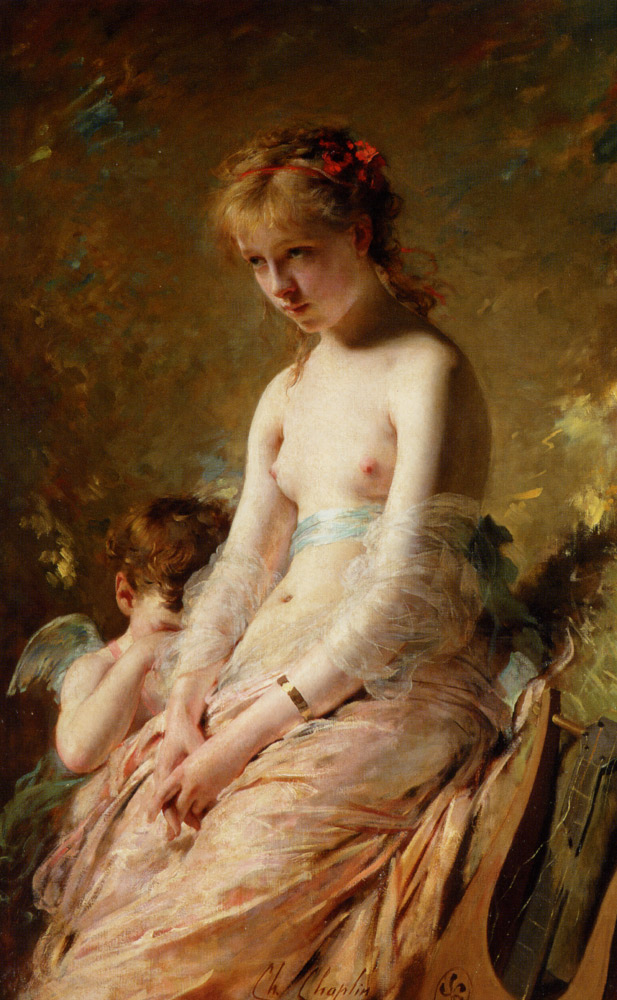
A Song Silenced
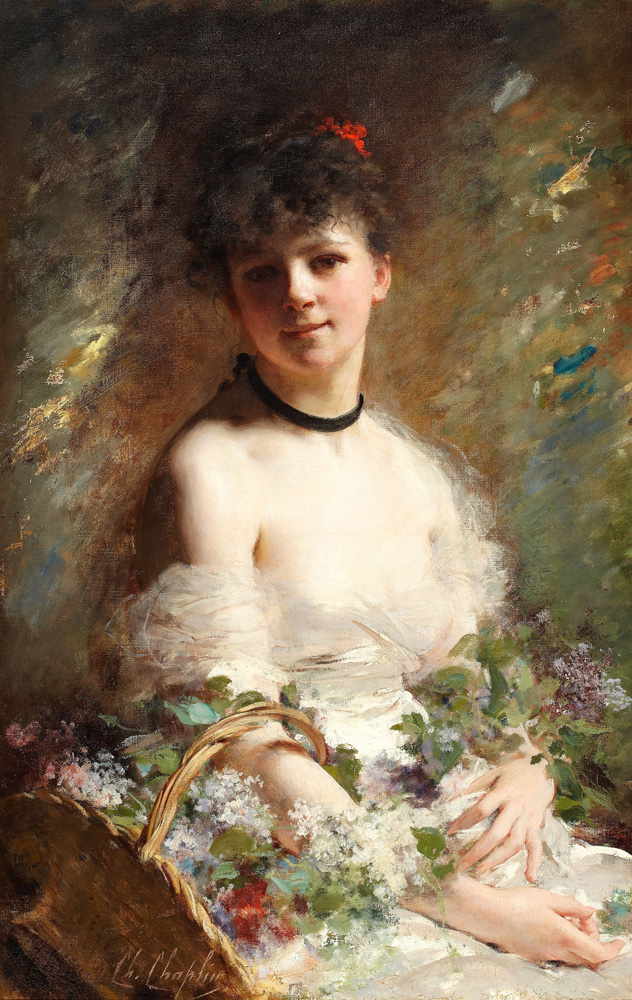
花かごを持つ娘
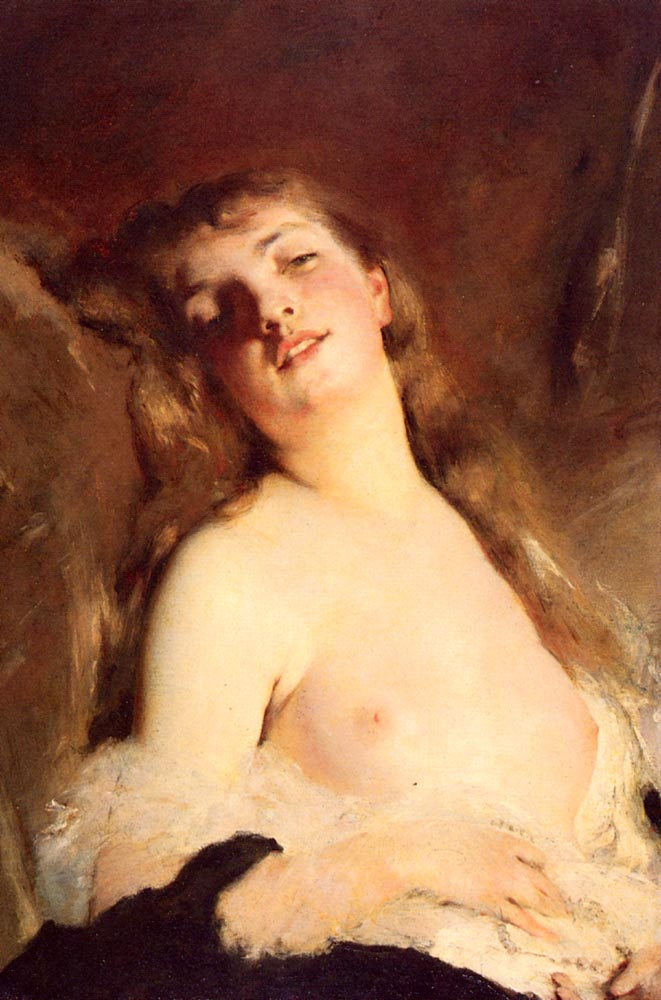
若い女性の肖像画